# 密本雄太
密本 雄太（みつもと ゆうた、1992年 - ）は、映画予告篇ディレクター・プロデューサー。経営者。JAPAN MENSA(メンサ)会員。Triple Nine Society（世界人口上位0.1％の高IQ団体）会員。

## 人物・来歴
専門学校卒業後、2012年にロサンゼルスへ渡米し独立。
2016年10月16日、映画予告篇を主とする映像制作会社株式会社ココロドルを設立。現在、代表取締役を務める。
プライベートパイロットライセンスを所有。
2024年、テクニカルダイビングライセンスを所有し、戦艦陸奥の研究調査チームに所属。
2025年、日本Mensa（世界人口上位2％の高IQ団体）に入会。
同年、Triple Nine Society [TNS]（世界人口上位0.1％の高IQ団体）に入会。
映像制作全般に精通し、演出家・プロデューサーとして、数多くの映像制作物を世に送り出している。
水中写真コンテストでの受賞歴もあり、企画から撮影も経験は豊富で、演出家である。
演出する予告篇は、邦画／洋画、実写／アニメーションなど問わず、そのジャンルもアクション・ミステリー・コメディ・ヒューマンドラマ・ラブストーリーなど、多岐にわたる。
そのほか、メディアの出演やゲームなどのプロモーションCMも多く手がけている。

## メディア出演・掲載
- 『センチュリー (雑誌)』インタビュー掲載（2022年）
- 『週刊新潮』特集掲載（2023年）
- 『Qualitas（クオリタス）』（2024年）
- 『働くVIVIVIT』特集（2020）
- 『エンタメ人』（2022）[4]
- 『THE INNOVATOR』（2023）

## 受賞歴
- 『サマー・スタイル・アワード（SUMMER STYLE AWARD）』 東京部門 ベスト8[5]
- 海外メディア『infinity』 グリーンピクチャー部門 最優秀賞
- 『伊豆フォトコンテスト』 水中部門 金賞受賞[6]

## 実績
（）内は配給会社・順不同
- 『メガロポリス』（松竹 / ハーク）
- 『FALL／フォール』（クロックワークス）
- 『ボレロ 永遠の旋律』（ギャガ）
- 『秘顔-ひがん-』（博報堂DYミュージック&ピクチャーズ）
- 『IVE THE 1ST WORLD TOUR in CINEMA』（シンカ）
- 『エストニアの聖なるカンフーマスター』（ポニーキャニオン）
- 『アンデッド／愛しき者の不在』（東北新社/東京テアトル）
- 『VENUS／ヴィーナス』（クロックワークス）
- 『梟－フクロウ－』（博報堂DYミュージック&ピクチャーズ）
- 『ボーダーランズ』（クロックワークス）
- 『マッド・マウス ～ミッキーとミニー～』（ハーク）
- 『モルグ 屍体消失 デジタルリマスター』（オソレゾーン）
- 『ニューノーマル』（AMGエンターテイメント）
- 『不思議の国のシドニ』（ギャガ）
- 『ACIDE／アシッド』（ロングライド）
- 『ドゥーム・ジェネレーション』『ノーウェア』（パルコ）
- 『デュオ 1/2のピアニスト』（フラッグ/シンカ）
- 『TATAMI』（ミモザフィルムズ）
- 『SKINAMARINK／スキナマリンク』（博報堂DYミュージック&ピクチャーズ）
- 『コット、はじまりの夏』（フラッグ）
- 『a-ha THE MOVIE』（クロックワークス）
- 『大事なことほど小声でささやく』（ゴールデンツリー）
- 『シン・デレラ』（ハーク）
- 『年少日記』（クロックワークス）
- 『マリウポリの20日間』（シンカ）
- 『ヒッチコックの映画術』（クロックワークス）
- 『ラ・メゾン 小説家と娼婦/二村ヒトシ監修』（シンカ）
- 『マッド・ハイジ』（ハーク）
- 『シチリアを征服したクマ王国の物語』（ミッドシップ）
- 『告白、あるいは完璧な弁護』（フラッグ）
- 『幻滅』（ハーク）
- 『N号棟』（スターダストピクチャーズ）
- 『VENUS／ヴィーナス』予告編
- 『アナザーラウンド』（クロックワークス）
- 『燃えよデブゴン/TOKYO MISSION』（スキップ）
- 『プロット 殺人設計者』（クロックワークス）